# Liubimeț
Liubimeț (în bulgară Любимец) este un oraș în Obștina Liubimeț, Regiunea Haskovo, Bulgaria.

## Demografie
Componența etnică a orașului Liubimeț
     Bulgari (79,64%)
     Romi (17,27%)
     Nicio identificare (2,53%)
     Altele (0,82%)
La recensământul din 2011, populația orașului Liubimeț era de 7.654 locuitori. Din punct de vedere etnic, majoritatea locuitorilor (79,64%) erau bulgari, cu o minoritate de romi (17,27%). Pentru 2,53% din locuitori nu este cunoscută apartenența etnică.